# هوراس فولي
هوراس فولي (بالإنجليزية: Horace Foley)‏ هو سياسي أسترالي، ولد في 23 نوفمبر 1900، وتوفي في 3 يوليو 1989.